# Ruginoasa (gmina w okręgu Jassy)
Ruginoasa – gmina w Rumunii, w okręgu Jassy. Obejmuje miejscowości Dumbrăvița, Rediu, Ruginoasa i Vascani. W 2011 roku liczyła 5981 mieszkańców.